# Siphiwe Nyanda
Siphiwe Nyanda, južnoafriški general, * 22. maj 1950.
Nyanda je bil načelnik Južnoafriške nacionalne obrambne sile (1998-2005).